# Fekete-rez
A Fekete-rez (románul: Muntele Negru) a Gyergyói-havasok egyik hegye Marosfőtől északra. Déli oldalából, 1350 m magasan ered a Meszes patak, amely a Maros forráspataka. A Maros másik forrásának az országút mellett táblával megjelölt forrást tartják.